# Okres Benešov
Benešov (Duits: Beneschau) is een district (Tsjechisch: Okres) in de Tsjechische Midden-Bohemen. De hoofdstad is Benešov. Het district bestaat uit 114 gemeenten (Tsjechisch: Obec). Sinds 1 januari 2007 hoort de gemeente Sedlec-Prčice niet meer bij dit district, maar bij de okres Příbram.

## Lijst van gemeenten
De obce (gemeenten) van de okres Benešov. De vetgedrukte plaatsen hebben stadsrechten. De cursieve plaatsen zijn steden zonder stadsrechten (zie: vlek). Veel gemeenten in dit district zijn zelf weer onderverdeeld in deelgemeenten (části obcí).
Benešov - Bernartice - Bílkovice - Blažejovice - Borovnice - Bukovany - Bystřice - Ctiboř - Čakov - Čechtice - Čerčany - Červený Újezd - Český Šternberk - Čtyřkoly - Děkanovice - Divišov - Dolní Kralovice - Drahňovice - Dunice - Heřmaničky - Hradiště - Hulice - Hvězdonice - Chářovice - Chleby - Chlístov - Chlum - Chmelná - Chocerady - Choratice - Chotýšany - Chrášťany - Jankov - Javorník - Ješetice - Kamberk - Keblov - Kladruby - Kondrac - Kozmice - Krhanice -Krňany - Křečovice - Křivsoudov - Kuňovice - Lešany - Libež - Litichovice - Loket - Louňovice pod Blaníkem - Lštění - Maršovice - Mezno - Miličín - Miřetice - Mnichovice - Mrač - Načeradec - Nespeky - Netvořice - Neustupov - Neveklov - Olbramovice - Ostrov - Ostředek - Pavlovice - Petroupim - Popovice - Poříčí nad Sázavou - Postupice - Pravonín - Přestavlky u Čerčan - Psáře - Pyšely - Rabyně - Radošovice - Rataje - Ratměřice - Řehenice - Řimovice - Sázava - Slověnice - Smilkov - Snět - Soběhrdy - Soutice - Stranný - Strojetice - Struhařov - Střezimíř - Studený - Šetějovice - Tehov - Teplýšovice - Tichonice - Tisem - Tomice - Trhový Štěpánov - Třebešice - Týnec nad Sázavou - Václavice - Veliš - Vlašim - Vodslivy - Vojkov - Votice - Vracovice - Vranov - Vrchotovy Janovice - Všechlapy - Vysoký Újezd - Xaverov - Zdislavice - Zvěstov
Benešov · Beroun · Kladno · Kolín · Kutná Hora · Mělník · Mladá Boleslav · Nymburk · Praha-východ · -západ · Příbram · Rakovník